# Harrison (Michigan)
Harrison é uma cidade localizada no estado americano de Michigan, no Condado de Clare.

## Demografia
Segundo o censo americano de 2000, a sua população era de 2108 habitantes.
Em 2006, foi estimada uma população de 2056, um decréscimo de 52 (-2.5%).

## Geografia
De acordo com o United States Census Bureau tem uma área de
10,4 km², dos quais 9,7 km² cobertos por terra e 0,7 km² cobertos por água. Harrison localiza-se a aproximadamente 349 m acima do nível do mar.

## Localidades na vizinhança
O diagrama seguinte representa as localidades num raio de 32 km ao redor de Harrison.